# К.І.С.
«К.І.С.» — українське видавництво, що спеціалізується на довідковій і перекладній літературі, відоме за підручником «Вступ до алгоритмів», книжкою «Алгоритми доступно», біографічним довідником «Хто є хто в Україні» та путівником «Офіційна Україна сьогодні».
Найбільше перекладних книжок присвячено проблемам євроінтеграції.[джерело?]
Також видавництво публікує переклади авторів Австрійської школи економіки.

## Вибрані видання
- Менгер К. Принципи економічної науки. Перша загальна частина / Карл Менгер ; пер. з нім. О. Бялової. — Київ : К.І.С., 2022. — 304 с. (ISBN 978-617-684-272-9)
- Ротбард М. До нової свободи: лібертаріанський маніфест / Мюрей Ротбард ; пер. з англ. О. Гросман. — Київ : К.І.С., 2022. — 427 с. (ISBN 978-617-684-270-5)